# Holochlora
Holochlora är ett släkte av insekter. Holochlora ingår i familjen vårtbitare.

## Bildgalleri

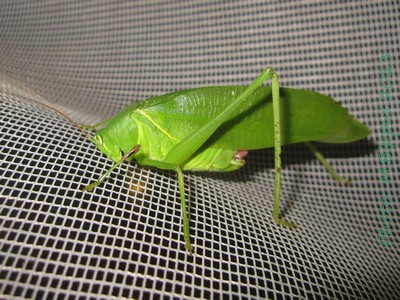

## Dottertaxa tillHolochlora, i alfabetisk ordning[1]
- Holochlora albida
- Holochlora allovenosa
- Holochlora annulicornis
- Holochlora astyla
- Holochlora biloba
- Holochlora bilobata
- Holochlora brevifissa
- Holochlora celebica
- Holochlora cephalica
- Holochlora cuisinieri
- Holochlora curvicerca
- Holochlora digitata
- Holochlora ebneri
- Holochlora emarginata
- Holochlora ensis
- Holochlora forstenii
- Holochlora fracticerca
- Holochlora fruhstorferi
- Holochlora fuscospinosa
- Holochlora gaida
- Holochlora geniculata
- Holochlora globosolaminata
- Holochlora hebardi
- Holochlora indica
- Holochlora japonica
- Holochlora javanica
- Holochlora lancangensis
- Holochlora longiloba
- Holochlora magna
- Holochlora malayica
- Holochlora mapanensis
- Holochlora marginata
- Holochlora maxima
- Holochlora metazonalis
- Holochlora mindanao
- Holochlora minor
- Holochlora nigrospinulosa
- Holochlora nigrotympana
- Holochlora obtusa
- Holochlora paradoxa
- Holochlora praetermissa
- Holochlora prasina
- Holochlora pygmaea
- Holochlora sarasini
- Holochlora signata
- Holochlora spectabilis
- Holochlora staeli
- Holochlora sumatrensis
- Holochlora sutteri
- Holochlora traba
- Holochlora tumescens
- Holochlora tumida
- Holochlora unciformis
- Holochlora vanderrneermohri
- Holochlora venosa
- Holochlora venusta